# Alfred Enoch
Alfred Lewis Enoch (sinh ngày 2 tháng 12 năm 1988) là một diễn viên người Anh. Anh được biết đến qua một số vai như Dean Thomas trong loạt phim điện ảnh Harry Potter dựa trên bộ truyện cùng tên và Wes Gibbins trong phim truyền hình luật pháp How to Get Away with Murder của đài ABC.

## Danh sách phim
| Năm  | Tựa đề                                   | Vai diễn    | Ghi chú |
| ---- | ---------------------------------------- | ----------- | ------- |
| 2001 | Harry Potter và Hòn đá Phù thủy          | Dean Thomas |         |
| 2002 | Harry Potter và Phòng chứa Bí mật        | Dean Thomas |         |
| 2004 | Harry Potter và tên tù nhân ngục Azkaban | Dean Thomas |         |
| 2005 | Harry Potter và Chiếc cốc lửa            | Dean Thomas |         |
| 2007 | Harry Potter và Hội Phượng Hoàng         | Dean Thomas |         |
| 2009 | Harry Potter và Hoàng tử lai             | Dean Thomas |         |
| 2011 | Harry Potter và Bảo bối Tử thần – Phần 2 | Dean Thomas |         |

| Năm       | Tựa đề                      | Vai diễn      | Ghi chú                                                                                                  |
| --------- | --------------------------- | ------------- | --- |
| 2012      | National Theatre Live       | Philotus      | Tập phim: "Timon of Athens"                                                                              |
| 2013      | Broadchurch                 | Sam Taylor    | Tập phim: "1.1"                                                                                          |
| 2013      | Mount Pleasant              | Alex          | Tập phim: "3.7"                                                                                          |
| 2014      | Sherlock                    |               | Tập phim: "The Sign of Three"                                                                            |
| 2014      | National Theatre Live       | Titus Lartius | Tập phim: "Coriolanus"                                                                                   |
| 2014–2017 | How to Get Away with Murder | Wes Gibbins   | 45 tập Đề cử – NAACP Image Award - Diễn viên nam phụ xuất sắc trong sê-ri truyền hình (2015, 2016, 2017) |
| 2018      | Troy: Fall of a City        | Aeneas        | Sê-ri truyền hình ngắn                                                                                   |